# Franz-Joachim Verspohl
Franz-Joachim Verspohl (* 1. April 1946 in Altenberge; † 4. Februar 2009 in Jena) war ein deutscher Kunsthistoriker.

## Leben und Wirken

### Studium, Promotion, Habilitation und Lehrtätigkeit
Franz-Joachim Verspohl studierte ab 1968 an den Universitäten München, Köln und Marburg die Fächer Soziologie, Psychologie, Archäologie, Philosophie und Kunstgeschichte. Im Jahre 1974 wurde er in Marburg bei Martin Warnke zum Dr. phil. promoviert mit der Arbeit Stadien. Die Arena im gesellschaftlichen Spannungsfeld von der Antike bis zur Gegenwart. 1975 ging er an die Universität Osnabrück, arbeitete dort bis 1986 als wissenschaftlicher Hochschulassistent und erlangte hier im Jahre 1984 seine Habilitation. In den Jahren von 1980 bis 1984 nahm er verschiedene Lehraufträge in Vertretung an den Universitäten von Hamburg (1981 bis 1982), Stuttgart (1983 bis 1984) und Marburg wahr. An der Universität Osnabrück wurde er im Jahre 1986 zum Professor für Kunstgeschichte ernannt. Ab 1989 folgte er einem Ruf an die Universität Dortmund, an der er bis 1993 lehrte.

### Neugründung in Jena
1992 ging Verspohl bis 1993 als Fellow nach Budapest an das Collegium Budapest, Institute for Advanced Study. 1993 übernahm er den Lehrstuhl für Kunstgeschichte an der Universität Jena. Seine erste Tätigkeit war mit der Neugründung und dem Aufbau des kunsthistorischen Seminars verbunden. Die Schwerpunkte seiner Arbeiten setzte er mit der Kunst der Renaissance in Italien und Ungarn, der Bibliotheca Corviniana in Buda, der Kunstwerke der Gegenwart und der Kunst des zwanzigsten Jahrhunderts. Mit der lebenslangen Beschäftigung der Kunst der Renaissance entwickelte er eine besondere Zuneigung zur Bildhauerkunst.

### Ausstellungen und Veröffentlichungen
Neben seiner Hochschultätigkeit brachte er auch viel beachtete Ausstellungen nach Jena, so die Ausstellung zu Paul Klee in Jena 1924 im Stadtmuseum Jena (1999) und zu Frank Stella im Jahre 2001. Anlässlich der Verleihung der Ehrendoktorwürde an Imi Knoebel organisierte er 2006 die Ausstellung Pictor Laureatus. Imi Knoebel zu Ehren. Werke von 1966 bis 2006 in Jena. Besondere Studien im Bereich der Kunst der Gegenwart widmete er Joseph Beuys und WOLS. In Veröffentlichungen ging er auf die Werke von Michelangelo Buonarroti und Giovanni Dalmata ein. Bei seinen Aufenthalten in Ungarn, wo er auch von 1998 bis 1999 weilte, untersuchte er neu entdeckte Kunstbeiträge des Landes zur Renaissance.

## Schriften (Auswahl)
- mit Horst Bredekamp: Zur bürgerlichen Ideologie der Kunstgeschichte. In: tendenzen. 65 (1970), S. 6.
- Autonomie und Parteilichkeit: „Ästhetische Praxis“ in der Phase des Imperialismus. In: Michael Müller et al.: Autonomie der Kunst. Zur Genese und Kritik einer bürgerlichen Kategorie. Frankfurt/Main 1972, 1974, S. 199–230.
- Zur Kritik der Künstlerideologie in der ersten Hälfte des 19. Jahrhunderts. Die frühen Dürerfeiern. Mit Jürgen Fredel, In: Marburger Jahrbuch. 19 (1974), S. 275–287.
- Optische und taktile Funktion von Kunst. Der Wandel des Kunstbegriffs im Zeitalter der massenhaften Rezeption. In: Kritische Berichte. 3/1 (1975), S. 25–43.
- Folgerungen aus einer Analyse der Malerei im deutschen Faschismus. Mit Horst Bredekamp, In: Ästhetik und Kommunikation. 19 (1975), S. 91–95.
- Stadionbauten von der Antike bis zur Gegenwart: Regie und Selbsterfahrung der Massen. Gießen 1976. (Zuvor als Dissertation: Stadien. Die Arena im gesellschaftlichen Spannungsfeld von der Antike bis zur Gegenwart. Marburg 1974.)
- Politik und Kultur in Italien: Dokumente des Italien-Symposions an der Universität Osnabrück November 1978. Mit Walter Fähnders und Lothar Knapp, Osnabrück 1979.
- Fragen zu Methode und Didaktik. In: Hülsenfrüchte. 11 (Juni) 1980, S. 30–32.
- Michelangelo und Machiavelli. Der David auf der Piazza della Signoria in Florenz. In: Städel-Jahrbuch. N. F. 7 (1981), S. 204–246.
- Joseph Beuys. Das Kapital Raum 1970–77, Strategien zur Reaktivierung der Sinne. Fischer Taschenbuch Verlag, Frankfurt/Main 1984, ISBN 3-596-23906-0
- Städte der Olympiaden – Olympische Städte. In: Praxis Geographie. 7 (1984), S. 42–49.
- Funkkolleg Kunst/Kollegstunde 15 – Der Platz als politisches Gesamtkunstwerk. Weinheim 1985.
- Der Platz als politisches Gesamtkunstwerk. Sendung: 11. Februar 1985 bis 17. Februar 1985, Saarbrücken 1985.
- Cesar Klein. Gemälde, Bühnenbilder, Zeichnungen. Mit Inge Frankmöller, 1986.
- Johann Conrad Schlaun. Ein Architekt zwischen Barock und Régence. Das Jagdschloss Clemenswerth in Sögel. In: Niedersächsisches Jahrbuch für Landesgeschichte. 60 (1988), S. 65–68.
- Faszination und Gewalt faschistischer Amphitheater und des Berliner Reichssportfeldes. In: Thomas Alkemeyer (Hrsg.): Olympia – Berlin. Gewalt und Mythos in den Olympischen Spielen von Berlin 1936. 1990, S. 27–34.
- Vom Umgang mit dem Mythos. Joseph Beuys und Anselm Kiefer – Zwei Modelle der Kritik des ästhetischen Bewusstseins. In: Neue Rundschau. 101, Heft 3 (1990), S. 79–85.
- Das Osnabrücker Schloss: Stadtresidenz, Villa, Verwaltungssitz. mit Ansgar Westermayer, Bramsche 1991.
- mit Monika Wagner und Hubertus Gaßner: Moderne Kunst: das Funkkolleg zum Verständnis der Gegenwartskunst. Reinbek 1991.
- Der Moses des Michelangelo. In: Städel-Jahrbuch. N. F. 13 (1991), S. 155–176.
- Hartmut Girke: Malerei 1990-93. Bramsche 1992.
- Emil Schumacher zu Ehren. Dortmund 1992.
- Die Moderne auf dem Prüfstand. Polock, Wols, Giacometti. In: Monika Wagner (Hrsg.): Moderne Kunst. 2. Reinbek 1996, S. 523–532.
- Felix Droese: Hölderlin-Säule, Das Blaue Wunder oder vom falschen Gebrauch der Wörter, Vom Bruderkrieg. Jena 1996.
- Wols. Köln 1998.
- Die Rezeption Hodlers in Deutschland. In: Rudolf Koella (Hrsg.): Ferdinand Hodler. 1999, S. 195–203.
- Michelangelo, Mose: das Wort und das Bild. Frankfurt 2001.
- Michelangelo Buonarroti und Niccolò Machiavelli. Der David, die Piazza, die Republik. Stämpfli Verlag, Bern/Manzsche, ISBN 3-7272-9954-1; Verlags- und Universitätsbuchhandlung Wien, Bern/Wien 2001, ISBN 3-214-00251-1.

Carl Ludwig Fernows Winckelmann. Seine Edition der Werke (= Schriften der Winckelmann-Gesellschaft. Band 23). Winckelmann-Gesellschaft, Stendal 2004, ISBN 3-910060-59-5.
- Michelangelo Buonarroti und Papst Julius II.: Moses–Heerführer, Gesetzgeber, Musenlenker. Göttingen 2004.
- Michelangelo Buonarroti und Leonardo da Vinci. Republikanischer Alltag und Künstlerkonkurrenz in Florenz zwischen 1501 und 1505. Wallstein Verlag, Göttingen, ISBN 978-3-8353-0216-7; Stämpfli Verlag, Göttingen/Bern 2007, ISBN 978-3-7272-2738-7.
- Pictor Laureatus. Imi Knoebel zu Ehren. Werke von 1966 bis 2006, Verlag der Buchhandlung König, Köln 2006, ISBN 978-3-8656-0096-7.